# Exechonella anuhaensis
Exechonella anuhaensis är en mossdjursart som beskrevs av Tilbrook 2006. Exechonella anuhaensis ingår i släktet Exechonella och familjen Exechonellidae. Inga underarter finns listade i Catalogue of Life.